# Participante do voo espacial
Participante do voo espacial (em inglês:  Space flight participant , em russo:  участников космического полета) é o termo usado pela NASA, a Roscosmos, e a Administração Federal de Aviação para pessoas que viajam ao espaço, mas que podem, ou não, serem astronautas profissionais.
Enquanto o termo tenha ganhado nova proeminência com a ascensão do turismo espacial, também foi usado para participantes de programas como Professor no Espaço e astronautas atribuídos por acordos intergovernamentais como o Programa Angkasawan e o Programa Coreano de Astronauta.
Outros termos usados para viajantes espaciais que não são astronautas de carreira incluem o Especialista de Carga na NASA e Cosmonauta-Pesquisador na Roscosmos.

## Passado
O programa soviético Intercosmos incluiu participantes selecionados a partir de membros do Pacto de Varsóvia e depois de países alinhados e não alinhados com a URSS. Muitas dessas pessoas receberam o treinamento completo para suas missões e foram tratadas como iguais, mas especialmente após o início do programa Mir, geralmente recebiam voos mais curtos do que cosmonautas soviéticos. A Agência Espacial Europeia também tirou vantagem do programa.
O programa do Ônibus espacial nos Estados Unidos incluiu posições de Especialista de Carga, que geralmente eram atribuídas para representantes de empresas ou instituições que gerenciavam uma carga específica em tal missão. Estes indivíduos não recebiam o mesmo nível de treinamento que astronautas de carreira da NASA e não eram empregados pela mesma, então eles eram essencialmente astronautas particulares.
Nos primeiros dias do programa do Ônibus Espacial, a NASA estava com vontade de provar sua capacidade para patrocinadores no Congresso, e o Senador Jake Garn e o (então Representante, depois Senador Bill Nelson receberam a oportunidade de voarem numa missão do Ônibus.
Enquanto o programa do Ônibus se expandia, a NASA desenvolveu o Programa de Participante do Voo Espacial, onde civis, com ênfase em pessoas criativas, seriam enviados ao espaço para aumentar o conhecimento público sobre a missão da NASA. O objetivo inicial eram que duas ou três missões do Ônibus por ano incluiriam um participante civil. O primeiro seria no Projeto Professor no Espaço, que combinaria oportunidades tanto de publicidade quanto educacionais para a NASA. Christa McAuliffe iria ser a primeira Professora no Espaço, mas ela morreu no Desastre da Challenger e o programa foi cancelado. Na época do desastre da Challenger, a NASA planejava incluir um Jornalista no Espaço numa missão programada para setembro de 1986. O programa continuou por pouco tempo, com um grupo inicial de candidatos sendo diminuido para 100 em março e 40 em abril, antes de ser adiado de forma indefinida em julho. Walter Cronkite e Miles O'Brien foram considerados como front-runners.
Com as realidades da economia pós-perestroika na Rússia, sua indústria espacial estava especialmente subfinanciada. O Tokyo Broadcasting System ofereceu para pagar o voo de um de seus repórteres. Por $28 milhões, Toyohiro Akiyama voou em 1990 para a Mir com a oitava tripulação e voltou uma semana depois com a sétima tripulação. Akiyama fez uma transmissão televisiva diária a partir da órbita e também realizou experimentos científicos para empresas russas e japonesas.
Desde então, a Agência Espacial Federal Russa também vendeu assentos para um consórcio de empresas britânicas para o Projeto Juno, para sete turistas espaciais, para o governo da Malásia como parte do contrato de venda de aviões militares, e para o governo Sul Coreano como parte do Programa Coreano de Astronauta.

## Lista de participantes do voo espacial
| Nome                    | Programa/Patrocinador                      | Voo             | Data                                       | Comentários |
| ----------------------- | ------------------------------------------ | --------------- | ------------------------------------------ | --- |
| Dennis Tito             | Turista espacial autofinanciado            | TM-32/TM-31     | 18.04-06.05.2001                           | Primeiro turista espacial. |
| Mark Shuttleworth       | Turista espacial autofinanciado            | TM-34/TM-33     | 25.04-05.05.2002                           | Shuttleworth foi a primeira pessoa com cidadania Sul Africana a voar ao espaço. |
| Gregory Olsen           | Turista espacial autofinanciado            | TMA-7/TMA-6     | 01.10–11.10.2005                           | [ 10 ] |
| Marcos Pontes           | Missão Centenário AEB                      | TMA-8/TMA-7     | 30.03-08.04.2006                           | Primeiro astronauta Brasileiro. Treinou para voar tanto no Ônibus Espacial durante seu treinamento inicial na NASA e na Soyuz após um acordo entre Brasil e Rússia. |
| / Anousheh Ansari       | Turista espacial autofinanciada            | TMA-9/TMA-8     | 18.09–29.09.2006                           | Treinou como suplente de Enomoto. Foi a primeira pessoa com cidadania Iraniana a voar ao espaço. |
| / Charles Simonyi       | Turista espacial autofinanciado            | TMA-10/TMA-9    | 07.04–21.04.2007                           | [ 10 ] |
| Sheikh Muszaphar Shukor | Angkasawan program                         | TMA-11/TMA-10   | 10.10–21.10.2007                           | Seu suplente era Faiz Khaleed. |
| Yi So-yeon              | Programa Coreano de Astronauta             | TMA-12/TMA-11   | 08.04–19.04.2008                           | Seu suplente era Ko San. |
| Richard Garriott        | Turista espacial autofinanciado            | TMA-13/TMA-12   | 12.10-23.10.2008                           | Seu suplente era Nik Halik. |
| / Charles Simonyi       | Turista espacial autofinanciado            | TMA-14/TMA-13   | 26.03-08.04.2009                           | Seu suplente era Esther Dyson. Simonyi foi o primeiro turista a voar duas vezes. |
| Guy Laliberté           | Turista espacial autofinanciado            | TMA-16/TMA-14   | 30.09-11.10.2009                           | Primeiro turista espacial Canadense. Seu suplente foi Barbara Barrett |
| Hazza Al Mansouri       | Centro Espacial Mohammed bin Rashid        | MS-15/MS-12     | 25.09-03.10.2019                           | Primeiro cidadão dos EAU a voar ao espaço. Originalmente programado para voar na Soyuz MS-12 e pousar na MS-10. Esse plano foi alterado para ocorrer na MS-15, após a MS-10 abortar durante o lançamento. |
| Klim Shipenko           | Channel One                                | MS-19/MS-18     | 5-17.10.2021                               | Membros do projeto cinematográfico "Vyzov". Eles tiveram Aleksey Dudin e Alena Mordovina como suplentes. |
| Yulia Peresild          | Channel One                                | MS-19/MS-18     | 5-17.10.2021                               | Membros do projeto cinematográfico "Vyzov". Eles tiveram Aleksey Dudin e Alena Mordovina como suplentes. |
| Yusaku Maezawa          | Turista espacial autofinanciado            | Soyuz MS-20     | 8-20.12.2021                               | Maezawa e Hirano são os primeiros turistas espaciais do Japão. Maezawa comprou dos assentos pela Space Adventures. |
| Yozo Hirano             | Turista espacial autofinanciado            | Soyuz MS-20     | 8-20.12.2021                               | Maezawa e Hirano são os primeiros turistas espaciais do Japão. Maezawa comprou dos assentos pela Space Adventures. |
| Marina Vaciliouskaia    | Agência Espacial da Bielorrússia           | MS-25/MS-24     | 23.03-06.04.2024                           | Primeira cosmonauta da Bielorrússia. |
| Tentativas fracassadas  |                                            |                 |                                            | |
| Christa McAuliffe       | Projeto Professor no Espaço                | STS-51-L        | 28.01.1986                                 | Morreu ao lado de seis colegas no Desastre da Challenger. Sua suplente era Barbara Morgan, que foi selecionada em 1998 para treinar como Especialista de Missão. Morgan finalmente voou ao espaço na STS-118 em 2007, mas como uma "professora transformada em astronauta", não como participante do voo espacial. |
| Lance Bass              | Turista espacial financiado por corporação |                 |                                            | Completou o treinamento, mas seu assento na Soyuz TMA-1 em 2002 foi cancelado por baixo orçamento. |
| Daisuke Enomoto         | Turista espacial autofinanciada            |                 |                                            | Esperava voar na Soyuz TMA-9 em setembro de 2006, mas foi impedida por motivos médicos e seu assento foi passado para Ansari. |
| Sarah Brightman         | Turista espacial autofinanciada            | TMA-18M/TMA-16M | Havia sido planejado para 01.09-11.09.2015 | Space Adventures anunciou em 10 de outubro de 2012 que Sarah Brightman voaria para a ISS num voo futuro da Soyuz. Seu suplente era Satoshi Takamatsu. Ela foi subsequentemente tirada do voo. |
| Vladimir Gruzdev        | Viagem patrocinada por partido político    |                 |                                            | Era esperado que voasse em 2009. O partido Rússia Unida deveria pagar o valor estimado de $25 para o voo, a partir de fundos do partido. |

## Outras missões
Por mais que não sejam chamados de "participantes do voo espacial", as seguintes pessoas participaram de missões como parte de programas especiais fora do grupo profissional de astronautas.
| Nome                    | Programa/Patrocinador      | Voo         | Data             | Comentários |
| ----------------------- | -------------------------- | ----------- | ---------------- | --- |
| Jake Garn               | Governo dos Estados Unidos | STS-51-D    | 12.04–19.04.1985 | Para demonstrar as capacidades do Ônibus Espacial, a NASA ofereceu um assento à Garn, membro do Senate Appropriations Committee. |
| Bill Nelson             | Governo dos Estados Unidos | STS-61-C    | 12.01–18.01.1986 | NASA também proveu um assento para Nelson, membro da Câmara dos Representantes. Ele estava originalmente programado para voar na STS-51-L. |
| Edward C. Aldridge, Jr. | Governo dos Estados Unidos | STS-62-A    |                  | NASA atribuiu um assento para Aldridge, o Secretário da Força Aérea dos Estados Unidos, na missão STS-62-A, a primeira missão do Ônibus a ser lançada da Base da Força Aérea de Vandenberg. Depois do Desastre da Challenger, a missão foi cancelada e Aldridge nunca voou. |
| Toyohiro Akiyama        | Tokyo Broadcasting System  | TM-11/TM-10 | 02.12–10.12.1990 | Como empregado da TBS, Akiyama pode ser considerado como o primeiro a viajar à negócios ao espaço. |
| Helen Sharman           | Projeto Juno               | TM-12/TM-11 | 18.05–26.05.1991 | Através do Projeto Juno, um consórcio de empresas Britânicas parcialmente financiaram um assento num voo da Soyuz para Mir (a União Soviética cobriria o resto do custo) em ordem de levar a primeira Bretã no espaço.                                                      |

## Pessoas privadas
Pessoas que voaram ao espaço como empregados do setor privado - elas não foram necessariamente consideradas participantes do voo espacial em seus voos:
| Nome             | Missões                    | Tempo no espaço       | Empresa | Refs.         |
| ---------------- | -------------------------- | --------------------- | ------- | ------------- |
| Charles Walker   | STS-41-D STS-51-D STS-61-B | 19d 21h 56m           | MDAC    | [ 34 ]        |
| Robert Cenker    | STS-61-C                   | 6d 02h 03m            | RCA     | [ 35 ]        |
| Gregory Jarvis   | STS-51-L                   | Faleceu no lançamento | HACES   | [ 36 ]        |
| Toyohiro Akiyama | Soyuz TM-11                | 7d 21h 54m            | TBS     | [ 37 ] [ 38 ] |
| Helen Sharman    | Soyuz TM-12                | 7d 21h 13m            | MNB     | [ 39 ]        |
| Klim Shipenko    | Soyuz MS-19                | 11d 19h 40m           | PERVK   | [ 40 ]        |
| Yulia Peresild   | Soyuz MS-19                | 11d 19h 40m           | PERVK   | [ 41 ]        |

## Ligação externa
- Charles in Space Blog do Charles Simonyi sobre sua viagem à ISS.